# Ases da aviação da Alemanha durante a Segunda Guerra Mundial
Os ases da aviação da Alemanha durante a Segunda Guerra Mundial constituíram o maior e mais bem sucedido grupo de ases de uma única nacionalidade na história da aviação. Um ás da aviação é um aviador militar a quem é atribuído o abate (vitória) de cinco ou mais aeronaves inimigas durante um combate aéreo. Apesar de neste artigo ser usado o termo "ás da aviação" os alemães, em vez disso, usavam o termo "Experte". É certo que mais de 2500 pilotos de combate alemães alcançaram o status de ás da aviação, cada um deles tendo abatido pelo menos cinco aeronaves. Todos os ases alcançaram o status ao serviço da Luftwaffe, o único ramo militar alemão durante a guerra com poder aéreo.
Os pilotos alemães de combate diurno e noturno alcançaram sensivelmente 70 mil vitórias aéreas durante a Segunda Guerra Mundial, 25 mil ao abater aeronaves francesas, britânicas e norte-americanas e 45 mil soviéticas. 103 pilotos alemães abateram mais de 100 aeronaves inimigas, totalizando 15 400 vitórias aéreas. Outros 360 pilotos abateram entre 40 e 100 aeronaves inimigas, o que totalizou cerca de 21 mil vitórias; além destes, outros 500 pilotos abateram entre 20 e 40 aeronaves, totalizando cerca de 15 mil vitórias. Estas proezas foram reconhecidas com a condecoração de 453 pilotos de caças diurnos e de caças-pesados (zerstörer) com os diferentes graus da Cruz de Cavaleiro da Cruz de Ferro. Além destes, 85 pilotos de caças noturnos, incluindo 14 tripulantes, também foram condecorados com a Cruz de Cavaleiro da Cruz de Ferro.
Por outro lado, as baixas alemãs também foram muito elevadas. Cerca de 12 mil pilotos de caças diurnos faleceram ou ainda estão considerados como desaparecidos em combate, além dos 6000 que ficaram feridos. Os pilotos dos caças-pesados sofreram cerca de 2800 baixas e 900 feridos. Já os pilotos noturnos sofreram com 3800 pilotos e tripulantes mortos ou desaparecidos, e cerca de 1400 feridos.

## Antecedentes

### Primeira Grande Guerra

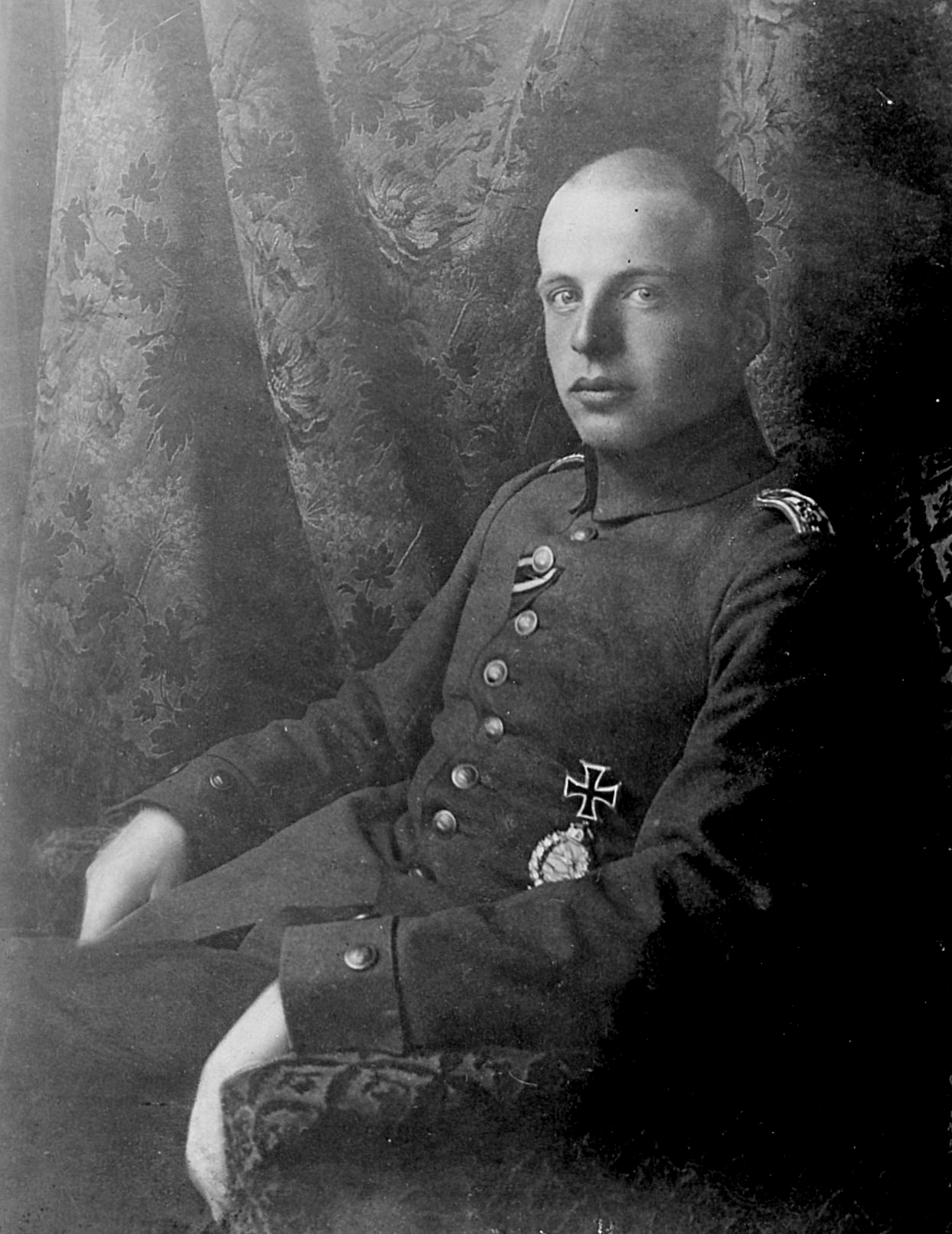
Oswald Boelcke, o primeiro ás da aviação da Alemanha na Primeira Guerra Mundial

Poucos anos e pouca experiência tinha a aviação quando a Primeira Guerra Mundial começou. Apesar de ter terminado a guerra num estado ainda rudimentar, a aviação militar sofreu um enorme avanço tecnológico durante o conflito. Com a notória vantagem que era um país poder realizar operações aéreas de bombardeamento e de reconhecimento, as principais potências buscaram criar meios aéreos que pudessem defender os bombardeiros, os aviões de reconhecimento e os balões; nisto, surgiram os aviões de combate aéreo. Sendo uma arma totalmente nova, os primeiros pilotos tiveram que conceber estratégias e doutrinas aéreas para aumentar a chance de derrotar o inimigo. Foi nisto que começou a surgir a primeira concepção de doutrina aérea alemã, pela autoria do ás da aviação Oswald Bölcke, numa obra intitulada Dicta Boelcke.
Esta doutrina ajudou muitos pilotos alemães a voarem em formação e a combaterem através de técnicas que lhes colocavam em vantagem relativamente às aeronaves inimigas. Isto fez com que surgissem rapidamente muitos ases da aviação, como a maior lenda da aviação, o Barão Vermelho Manfred von Richthofen, que alcançou 80 vitórias aéreas. Outros ases da aviação alemães deste conflito, como Ernst Udet e Hermann Göring, viriam a desempenhar funções de comando na futura Luftwaffe, e outros seriam mesmo ases em ambas as guerras mundiais, como Harry von Bülow-Bothkamp e Theo Osterkamp.
Com o final da guerra e a elaboração do Tratado de Versalhes em 1919, a República de Weimar (sucessora do Império Alemão e antecessora da Alemanha Nazi) foi autorizada a ter apenas uma pequena força de defesa, a Reichswehr, ficando proibida de constituir uma força aérea.

### Entreguerras
Com a proibição de uma força aérea, o assunto tornou-se algo mais apetecível do que já era, sendo a aeronáutica militar um assunto discutido atrás de portas fechadas. Durante o período entreguerras surgiram muitos teóricos e entusiastas da aviação, e um dos grandes resultados da concentração alemã na aviação durante estes anos foi a Deutsche Luft Hansa, que se tornou numa companhia aérea pioneira e de proporções internacionais. Mesmo assim, o governo republicano alemão procurou sempre tentar contornar o que o Tratado de Versalhes impunha; inicialmente surgiram freikorps de unidades aéreas, mais tarde chegaram os clubes de planadores e até foi criada uma base secreta na União Soviética para se treinar pilotos militares.
O que viria a ser mais tarde a Luftwaffe começou nos anos 20, primeiro com a criação da Deutsche Luft Hansa e mais tarde com a criação da Deutscher Luftsportverband (DLV). Outra organização, o Nationalsozialistisches Fliegerkorps (NSFK), foi fundada no início dos anos 30 e cresceu com a chegada dos nazis ao poder. Os nazis depois de chegarem ao poder juntaram todas as associações existentes de aviação, balonismo e planadores. O NSFK, uma associação com estreitos laços com a Juventude Hitleriana, foi colocada sob a tutela do futuro líder da força aérea, Hermann Göring, um condecorado veterano da aviação da Primeira Guerra Mundial, na qual foi piloto e ás da aviação. Grandes aviadores como Bruno Lörzer e Ernst Udet também se juntaram ao NSFK. Antes da criação da Luftwaffe em 1935, o NSFK e o DLV promoveram o interesse e o desenvolvimento de desportos aeronáuticos, que envolviam a construção de modelos à escala, planadores e balões. Sob o disfarce destas duas organizações, companhias de produção de artilharia antiaérea foram formadas no início dos anos 30, de modo a ajudar na formação clandestina de operadores de armas antiaéreas. Mais tarde, enquanto decorria a Segunda Guerra Mundial, a NSFK providenciava constantemente jovens à Luftwaffe, tanto para pilotar como para preencher as vagas de reserva. A Luftwaffe foi criada de facto em 1935 quando o Tratado de Versalhes foi renunciado pelo governo nazi e, ao contrário da Heer (Exército) e da Kriegsmarine (Marinha), era uma criação puramente nazi.

#### Guerra Civil Espanhola

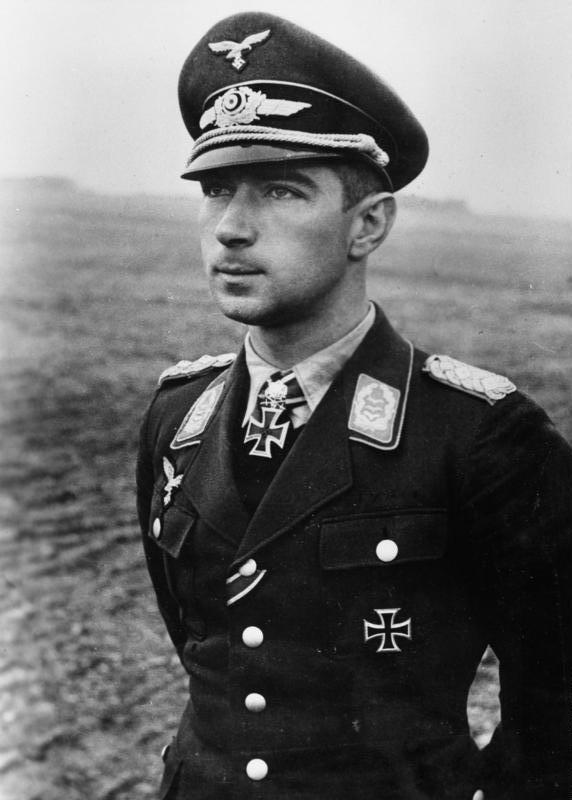
Werner Mölders, o maior ás da Guerra Civil Espanhola

Em 1936 Hitler decidiu ajudar o general espanhol Francisco Franco aquando da Guerra Civil Espanhola. Esta ajuda foi enviada na forma de um grande destacamento, baptizado como Legião Condor, composto na sua maioria por militares e equipamentos da Luftwaffe. Esta guerra civil apresentava uma oportunidade de se testarem algumas tácticas e doutrinas da recém-nascida Luftwaffe, assim como as aeronaves que faziam parte do arsenal da força aérea. A bordo de aeronaves como o Messerschmitt Bf 109, os pilotos alemães tinham a ferramenta para obter superioridade aérea nos céus de Espanha. Assim surgiram os primeiros ases, entre eles Werner Mölders, Hannes Trautloft e Adolf Galland. Nesta guerra começou também o desenvolvimento de tácticas que mais tarde revelar-se-iam úteis para o sucesso dos ases alemães; neste conflito Werner Mölders criou uma nova formação de ataque que ficou conhecida como schwarm, mundialmente conhecida como finger-four. No final do conflito espanhol, em 1939, Mölders terminaria o conflito como o maior ás alemão, com 14 vitórias confirmadas.
As aeronaves usadas em combate, juntamente com a experiência que já estava a ser adquirida pelos pilotos alemães, começaram a proporcionar vitórias de relevo: no dia 7 de Fevereiro de 1938 os pilotos da Legião Condor atacaram uma formação de 12 aviões Tupolev ANT-40, tendo abatido 10 sem sofrer qualquer baixa. No dia 26 de Maio de 1939 cerca de 5136 militares da Legião Condor regressaram à Alemanha, onde foram recebidos com todas as honras militares. O registo de guerra que trouxeram era impressionante: 386 aeronaves inimigas destruídas (313 em combate aéreo), com a perda de apenas 72 aeronaves em combates e 226 baixas entre pilotos e pessoal de terra. Os pilotos da Luftwaffe estavam assim preparados para a guerra que se avizinhava, que começaria em Setembro de 1939.

## Análise
Ao contrário dos outros ramos da Wehrmacht, a Luftwaffe foi criada de raiz pelos nazis. Antes de existir a força aérea, muitos militares e pilotos que fariam parte dela começaram a receber formação em várias associações de aviação patrocinadas pelo Partido Nacional-Socialista e, mais tarde, pelo governo nazi. Receber toda uma formação focada nos ideias do partido e no ideal germânico ajudou com que a Luftwaffe adquirisse um prestígio e um reconhecimento partidário que os outros ramos não tinham. Contudo, muitos pilotos e ases da aviação, apesar de terem aprendido a voar com o patrocínio do nazismo e até mesmo apesar de serem membros do partido, não professavam nem executavam as directrizes nazis. Questões partidárias ou germânicas à parte, os ases da aviação da Alemanha levavam consigo para a batalha outros factores.

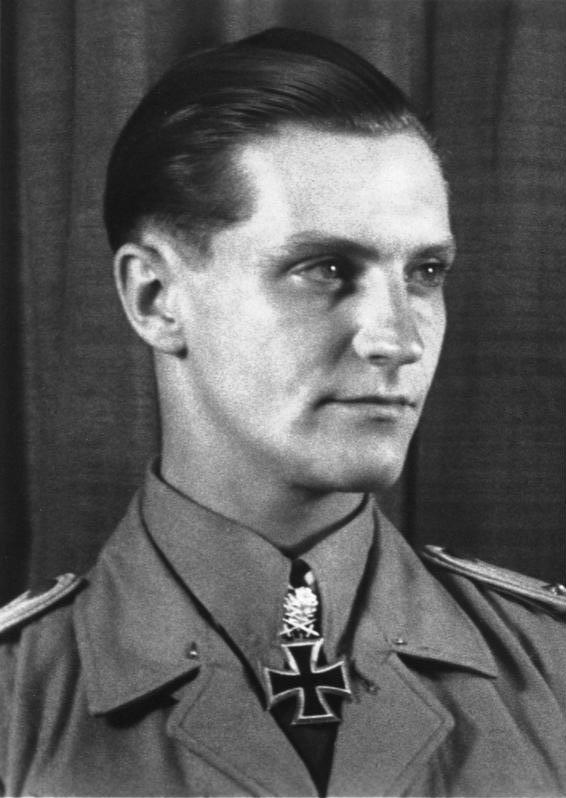
Hans-Joachim Marseille, em 1942

Hans-Joachim Marseille, um dos maiores e mais celebrados ases da aviação da Alemanha da Segunda Guerra Mundial, tanto pela quantidade de vitórias quer pela técnica, não gostava de matar ninguém, contudo no início da sua carreira chegou a abandonar em batalha o seu asa e até mesmo um dos seus líderes, que acabou por ser morto; colocado no teatro de guerra do mediterrâneo, foi obrigado a combater no Norte de África; longe de ser um fã do regime nazi, era uma pessoa que não gostava de disciplina, bebia com frequência, era o que se poderia chamar de um "playboy" e, quando esteve a prestar serviço no Norte de África, fez uma grande amizade com um militar inimigo de etnia negra, o qual protegeu sempre que pôde. Em termos de técnica, ela aproximava-se muito perto das aeronaves inimigas que abatia, o que também ia contra as regras da força aérea.
Regra geral, os pilotos e ases da aviação alemãs não abatiam um piloto inimigo quando este tinha a sua vida agarrada a um paraquedas, e sempre que um piloto dos aliados falecesse em território controlado pelos alemães, este era enterrado com honras militares. Se capturados, geralmente eram bem tratados, como aconteceu com Douglas Bader quando foi capturado em França, tendo sido recebido com um jantar de Adolf Galland e de outros militares da Jagdgeschwader 26. Bader não tinha as duas pernas, e voava com duas próteses; estas foram perdidas no último combate depois do qual foi capturado, e Bader solicitou a Galland duas próteses. O ás da aviação alemão, com a autorização de Göring, utilizou a frequência da Cruz Vermelha e comunicou com os britânicos para que estes enviassem as próteses para Bader, assegurando salvo conduto para que atirassem de paraquedas o material pedido. Os britânicos realizaram a missão, e aproveitaram para também bombardear o aeródromo alemão; mesmo assim, a palavra de Galland manteve-se e os alemães assistiram a tudo sem retaliarem. Depois da guerra, Baden e Galland continuaram amigos.

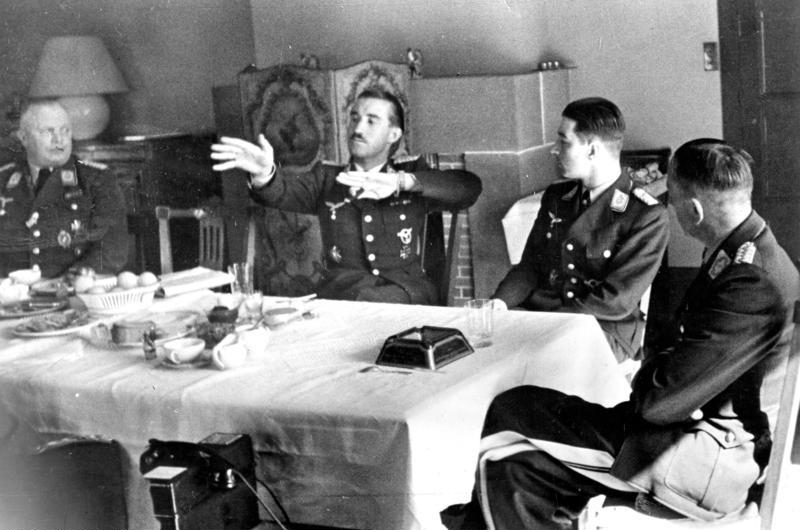
Adolf Galland a falar sobre uma manobra aérea, junto de Werner Mölders e Theo Osterkamp

Galland por sua vez não tinha qualquer problema em apontar para os problemas que afectavam a Luftwaffe, e apresentava soluções mesmo quando ninguém as queria ouvir. Por estes e outros motivos, na fase final da guerra ele e outros ases da aviação, incluindo Günther Lützow, Hermann Graf e Johannes Steinhoff, orquestraram o que ficou conhecido como a Revolta dos Pilotos de Caças, uma insurreição provocada pelas ordens incompetentes do Oberkommando der Wehrmacht que estava a realizar operações militares mal-planeadas como a Operação Bodenplatte, onde se perdiam imensos pilotos mortos em combate e muitas aeronaves desnecessariamente. Galland acabaria por ser despromovido, um acto que o próprio recebeu de bom grado pois abriu-lhe a porta para comandar a primeira unidade operacional de caças a jato, a Jagdverband 44.
Outras demonstrações de cavalheirismo, honra e respeito, foram as intervenções como a de Erich Rudorffer, quando escoltou um caça britânico para que pudesse voltar em segurança para a Inglaterra, e de Franz Stigler, na altura ás da aviação com 27 vitórias, que escoltou até território controlado pelos aliados um bombardeiro norte-americano B-17 Flying Fortress que estava seriamente danificado depois de uma missão contra a Alemanha. Mesmo antes do final da guerra, os militares da RAF e da USAAF já tinham conhecimento dos esforços de Galland em disseminar entre os pilotos da Luftwaffe a noção de que nunca se devia disparar contra inimigos em paraquedas.

### Factores de sucesso
Existem vários factores que levaram centenas de pilotos alemães a abaterem, de longe, muitas mais aeronaves que os melhores pilotos aliados. Durante os primeiros anos da guerra, os pilotos alemães de caças diurnos desfrutavam de circunstancias tácticas que lhes eram favoráveis; por exemplo, durante a Batalha de Inglaterra os pilotos britânicos tentavam atacar os bombardeiros alemães em vez de atacar os caças que os acompanhavam. Durante este período as tácticas usadas pelos pilotos alemães eram também superiores às usadas pelos aliados, providenciando condições para que os líderes das formações tivessem mais sucesso que os restantes pilotos da formação.

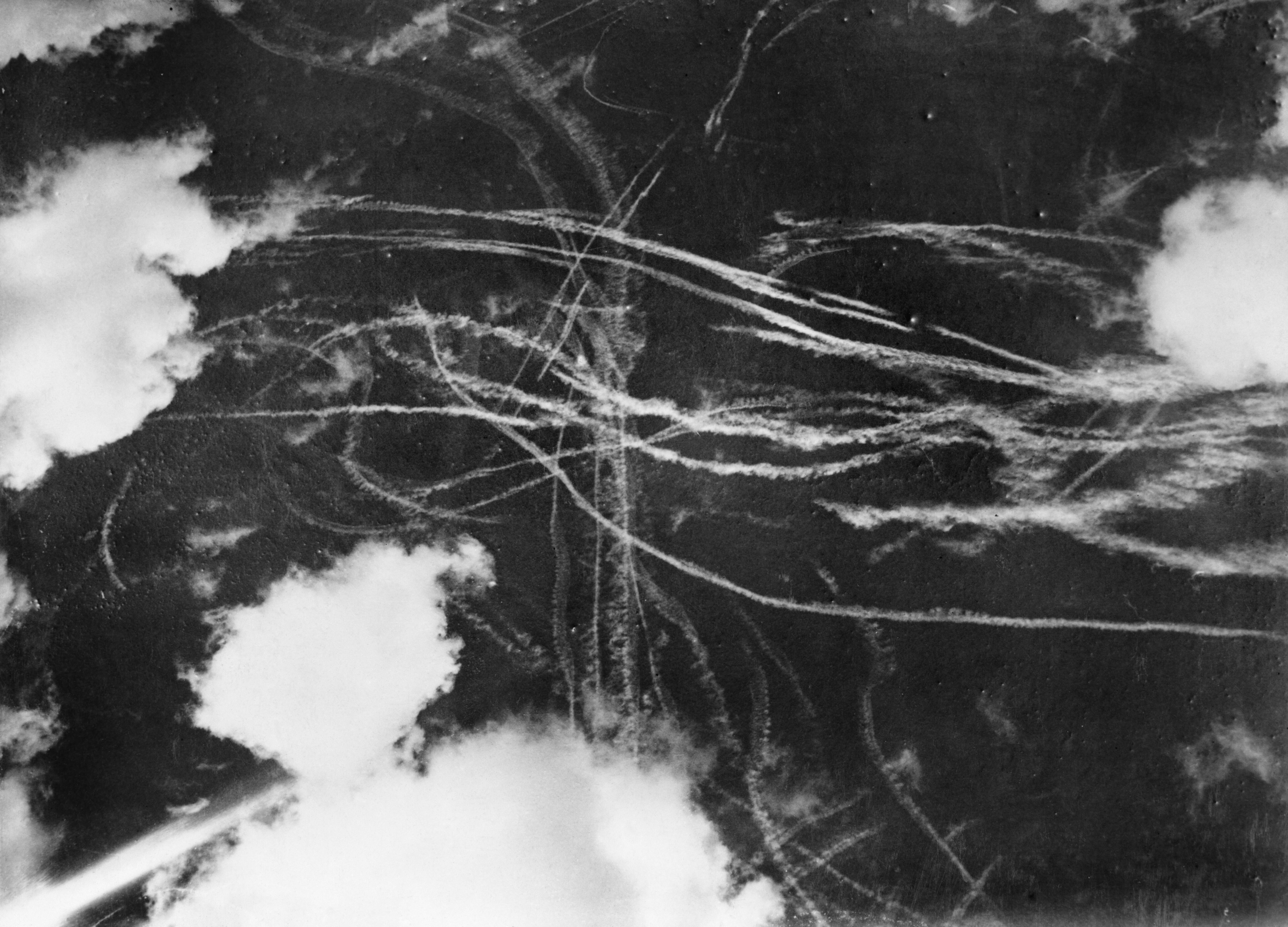
Fotografia aérea de um combate aéreo entre aeronaves alemãs e britânicas, em 1940

Práticas formais e informais disseminadas pela Luftwaffe também contribuíram para o grande número de vitórias alcançadas por vários pilotos. A prática normal de uma unidade de caças era a de colocar como líder de formação o piloto com mais vitórias, independentemente do seu posto, para que ficasse na posição mais privilegiada para abater aviões inimigos. Para além deste factor, os pilotos alemães realizavam muitas mais missões que os seus equivalentes no lado dos aliados: enquanto as forças aéreas dos aliados ocidentais frequentemente punham os seus pilotos a descansar após uma ronda de missões, os pilotos alemães eram obrigados a pilotar até haver motivo pelo qual não pudessem (ordem superior, ferimentos ou falecimento).
Um factor de sucesso que também contribuiu para o sucesso dos ases alemães foi a disparidade de aeronaves entre a Alemanha e os seus inimigos. Apesar de o sucesso dos ases ser indiscutível na primeira fase da blitzkrieg e também durante a Batalha de Inglaterra, é também indiscutível que a partir de 1941 que os países que se acumulavam como inimigos da Alemanha, por exemplo o Reino Unido, a União Soviética e os Estados Unidos, todos juntos tinham muitas mais aeronaves disponíveis do que os germânicos, o que providenciava aos alemães "mais alvos" por onde escolher, enquanto os aliados tinham um número muito inferior de aeronaves para atacar, isto em comparação.
Por outro lado, as aeronaves da Luftwaffe e o avanço tecnológico da máquina de guerra germânica também contribuíram para o sucesso dos ases. Durante a guerra, centenas de pilotos da Luftwaffe tornaram-se ases da aviação utilizando caças, bombardeiros de mergulho, caças-pesados, caças noturnos, entre outros; contudo, houve dois aviões de combate que se destacaram, o Messerschmitt Bf 109 e o Focke-Wulf Fw 190; além destes, o final da guerra viu o desenvolvimento de caças ainda mais avançados, como o Messerschmitt Me 262.

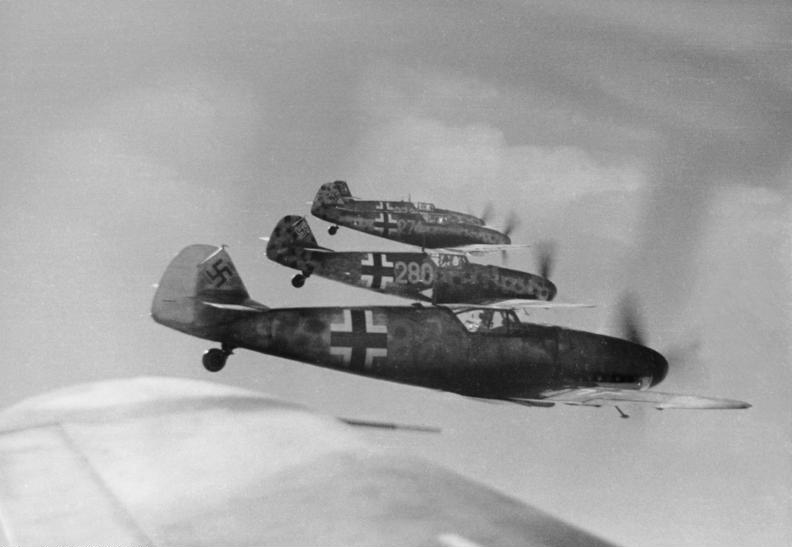
Aviões Messerschmitt Bf 109 a voar em formação, em 1944

O Messerschmitt Bf 109, o caça da Luftwaffe mais famoso, foi também o mais usado e o preferido de muitos ases da aviação, incluindo os melhores. Este caça prestou serviço durante toda a guerra e em todas as frentes, e a sua produção atingiu as dezenas de milhares de unidades, sendo um dos aviões mais produzidos da história. Este caça surgiu de um projecto de uma aeronave com fins civis e recreativos, o Messerschmitt Bf 108, que nos primeiros anos da Luftwaffe impressionou os seus líderes com as suas linhas limpas e um custo de construção abaixo da média; por isso, foi solicitado a Messerschmitt que construísse uma versão militar. Esta versão, o Bf 109, foi usado pelos primeiros pilotos da Luftwaffe e enviado para a Legião Condor durante a Guerra Civil Espanhola, onde os pilotos destacados tiraram o melhor proveito do caça que, na altura, era o caça mais avançado da sua época.

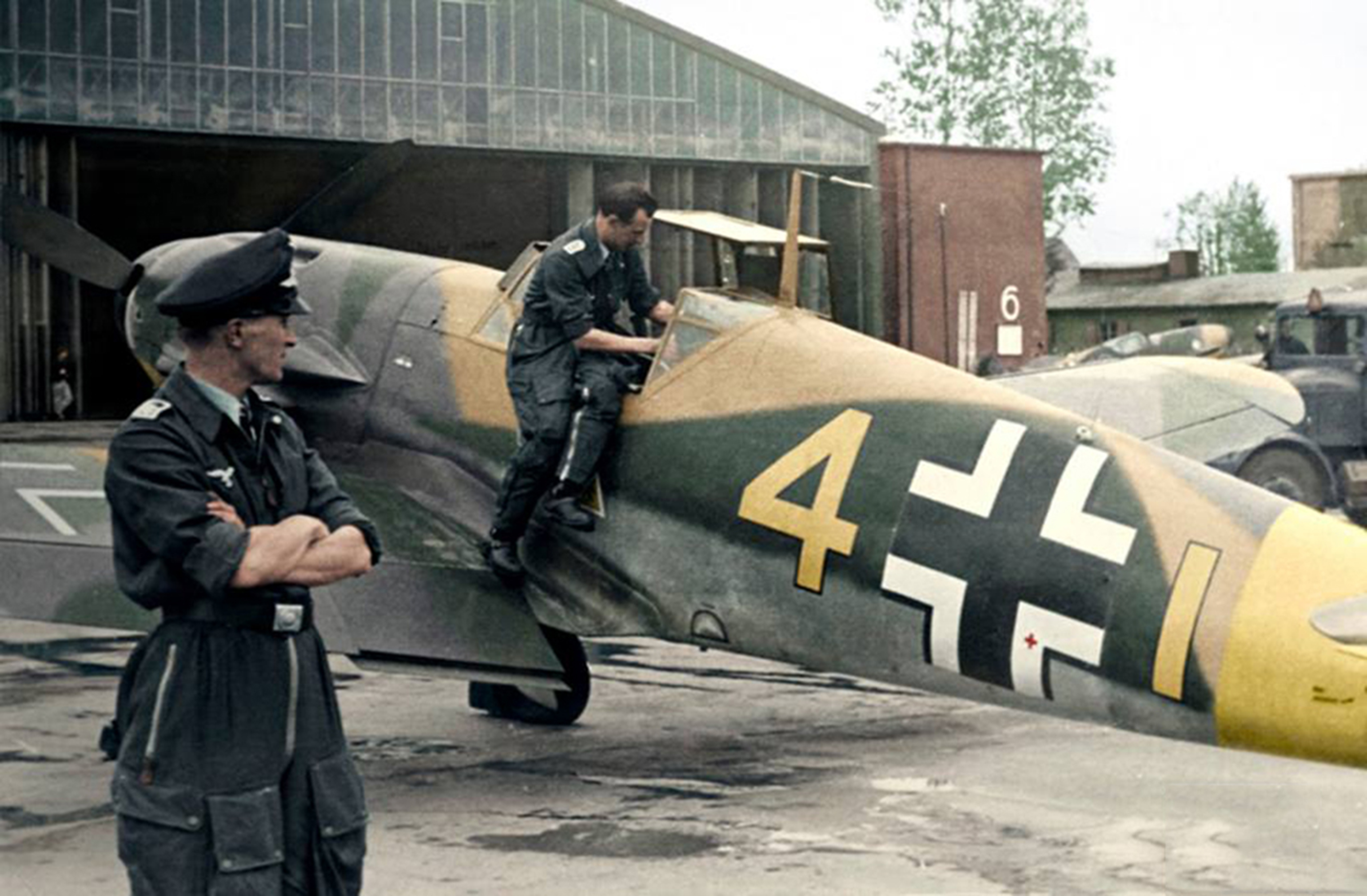
Um fotografia re-colorida de um Bf 109 em 1945

Quando a guerra começou, a blitzkrieg foi posta em marcha, e aviões como os bombardeiros de mergulho Junkers Ju 87 eram escoltados pelos Bf 109. Muitos países atacados pela Alemanha Nazi ainda utilizavam caças biplanos, cujo design, potência e armamento não se podiam comparar com o Bf 109. País atrás de país, e consequentemente força aérea atrás de força aérea, a blitzkrieg abria caminho para as vitórias da Alemanha e para as vitórias dos pilotos alemães. Depois da derrota da França, dezenas de pilotos alemães já haviam alcançado o estatuto de ases da aviação. A seguir viria a batalha contra a Inglaterra, e os Bf 109 uma vez mais foram empregues não só para escoltar os bombardeiros mas também para impor a superioridade aérea germânica nos céus britânicos. Contudo, os britânicos estavam melhor preparados e melhor equipados que as nações contra quem a Alemanha havia lutado, e a Real Força Aérea estava equipada não com um, mas com dois caças modernos que conseguiam muito bem fazer frente ao Bf 109: o Hawker Hurricane e o Supermarine Spitfire. Nestas batalhas aéreas nos céus de Inglaterra, do Canal da Mancha e do Norte de França, muitos ases da aviação alemães alcançaram as suas últimas vitórias e morreram em combate, e muitos outros alcançaram o estatuto e sobreviveram, mesmo apesar de as baixas da Luftwaffe terem sido ligeiramente superiores às baixas britânicas. Apesar de a produção de aviões de caça, especialmente do Bf 109, ter sido aumentada, ainda assim não eram produzidas unidades suficientes para ir de encontro com as necessidades operacionais da Luftwaffe; isto acontecia pois o motor deste caça estava no seu pico máximo de produção, sendo o mesmo motor usado em caças pesados como o Bf 110, o Me 210 e mais tarde o Me 410, todos aviões nos quais muitos pilotos se sagraram ases, o que levantou a necessidade de se produzir um caça que fizesse uso de um outro motor disponível.

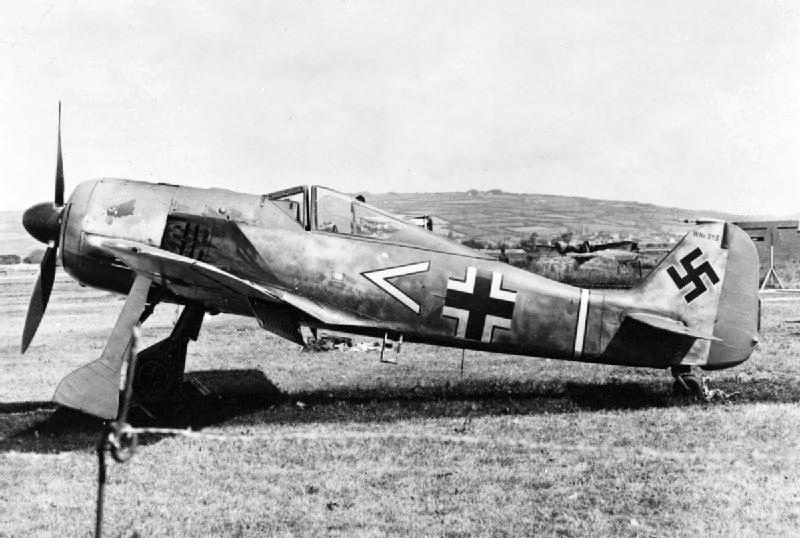
Um Focke-Wulf Fw 190 em 1942

O Focke-Wulf Fw 190, considerado por vários especialistas como o caça mais eficiente da Luftwaffe, era um caça bem armado e muito veloz para os níveis da época; tinha o apelido de "Ave Carniceira". Ele fazia uso de um motor radial da BMW, que estava com uma tremenda disponibilidade de produção. Este caça foi desenvolvido a partir de uma filosofia totalmente diferente da do Bf 109, saindo das linhas de produção como um avião mais pesado e mais resistente; por exemplo, as asas do Fw 190 não podiam ser desmontadas para se realizar um transporte mais fácil por comboio ou navio, o que dava uma resistência superior à do Bf 109 em situações desastrosas, uma característica que ao longo da guerra salvaria muitos ases da aviação.
O Fw 190 entrou em acção pela primeira vez no dia 27 de Setembro de 1941; apesar de os modelos da época do Spitfire e do Hurricane estarem à altura dos modelos do Bf 109, não estavam à altura do recém introduzido Fw 190. Apesar dos bons resultados deste caça contra a Inglaterra, a atenção da Alemanha virou-se para o leste europeu, o que exigiu uma produção de caças muito maior. Sendo que, neste momento, o Fw 190 mostrava resultados mais positivos que o Bf 109, a produção do caça de Kurt Tank foi privilegiada. Apesar de os pilotos e ases da aviação alemães terem um avanço tecnológico superior ao dos soviéticos, as condições climatéricas exerceram uma pressão tremenda nos equipamentos, principalmente nos motores dos caças, fazendo com que a prestação de serviço destes militares não fosse totalmente produtiva. Por volta de 1942 os aliados ocidentais começaram a realizar pesadas incursões contra os centros industriais alemães, fazendo com que os Bf 109 e os Fw 190 fossem chamados para defender a pátria germânica. O problema da Luftwaffe neste momento era que os bombardeiros norte-americanos voavam a uma altura de quase 10 mil metros, levando o motor radial do Fw 190 ao limite. Este problema foi resolvido com a introdução do Fw 190 D, um modelo equipado com um motor Junkers Jumo 213 refrigerado a água e um cockpit pressurizado para combate em grandes altitudes. Esta aeronave, agora com um nariz mais longo e pesado, teve que ver o seu centro de gravidade equilibrado, o que resultou no alongamento da cauda. Isto apresentava um avião mais comprido, mas com muita mais força para investir contra os bombardeiros norte-americanos, método a partir do qual muitos pilotos alemães se sagraram ases, alguns obtendo mesmo dezenas de vitórias.

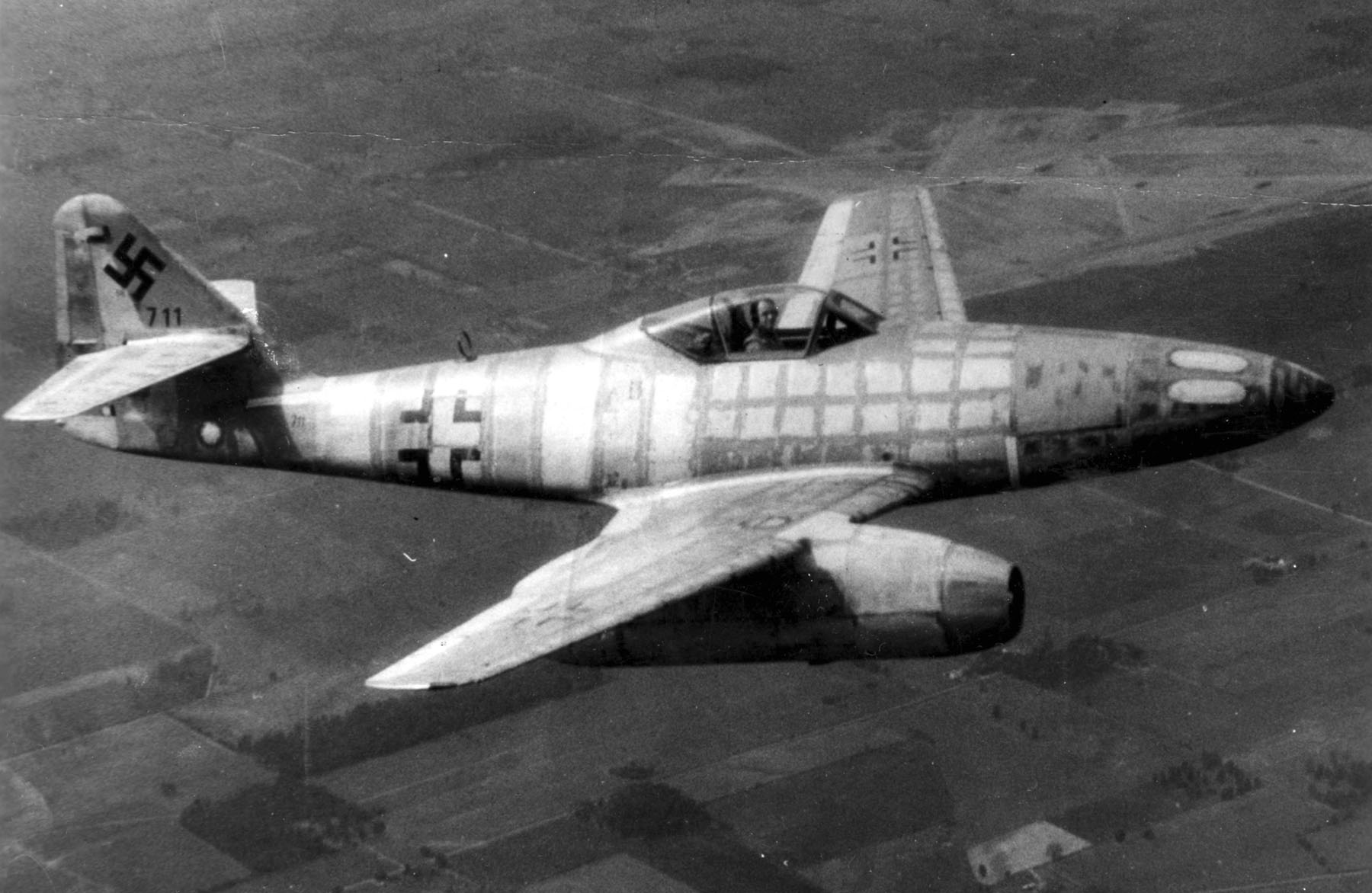
Um caça a jato Messerschmitt Me 262, em 1945

Contudo, o poder e a velocidade das aeronaves com motor a pistão não se comparavam com o último grande caça a entrar em serviço pela Luftwaffe e a ser usado pelos melhores ases da aviação, o Messerschmitt Me 262. Quando entrou em serviço, era o caça mais avançado do mundo. Este caça, além de possuir uma boa autonomia, estava equipado com quatro canhões no nariz da fuselagem, o que permitia infligir sérios danos no alvo. Com uma fuselagem com linhas limpas, aerodinâmico e com o formato de um tubarão, o Me 262 prometia muito. Apesar de grandes autoridades como Adolf Galland serem totalmente a favor da produção deste caça, ainda havia muitos na cúpula da Luftwaffe e da Alemanha Nazi que não permitiam que o seu desenvolvimento e produção fluíssem. Não havia nenhuma versão deste avião com dois lugares, o que fazia com que fosse impossível um instrutor ensinar a um cadete como pilota-lo; em vez disso, era dado um briefing, parte dele com o cadete dentro do avião e com o instrutor de pé na asa, e era depois disto que os pilotos realizavam o seu primeiro voo no primeiro caça a jato operacional da história. Contudo, tal como muitos outros aviões produzidos para a Luftwaffe, este avião foi introduzido demasiado tarde para provocar uma mudança no curso da guerra.
Um por um, muitas vezes com várias centenas de missões já realizadas, os ases da Luftwaffe eram apanhados pelos azar, pelo cansaço e pela morte. Entre Janeiro e Abril de 1944 mais de 1000 pilotos da Luftwaffe faleceram em combate; em contrapartida, em 1943 mais de um terço das tripulações de bombardeiros norte-americanos não viveu para concluir o serviço de 25 missões aéreas. Eventualmente, os pilotos e os ases da aviação da Alemanha realizaram as suas últimas missões, mesmo quando a rendição já estava a ser assinada. Devido aos fortes bombardeamentos aliados, as bases alemães tornaram-se insustentáveis, forçando os alemães a esconderem as suas aeronaves em florestas e a descolar a partir de campos e vias rodoviárias; nesta altura da guerra, os pilotos já voavam com a certeza de que a guerra estava perdida, contudo continuaram a voar, pois constituíam a única defesa armada do povo alemão. Sem o esforço destes pilotos, os aliados bombardeariam tudo o que desejassem, uma ideia que motivava os últimos pilotos alemães a lutarem até ao fim. Nos últimos meses do conflito, o Messerschmitt Bf 109 era um design que já tinha 11 anos de idade, e os homens que o pilotavam assim o faziam contra grandes vagas de caças inimigos, muitas vezes combatendo contra um inimigo 8 vezes mais numeroso. A esmagadora maioria dos ases da aviação da Alemanha alcançaram a maior parte das suas vitórias a pilotar o Bf 109; apesar de muitos terem atingido os impressionantes números de aviões abatidos enquanto combatiam aeronaves tecnologicamente inferiores na frente oriental, ainda assim os seus números contra aeronaves ocidentais eclipsam qualquer ás da aviação aliado. Milhares de pilotos da Luftwaffe realizaram as suas últimas missões a bordo do Bf 109 e do Fw 190.

### Exactidão das reivindicações
Nos anos 90 os arquivos alemães libertaram rolos de microfilme de relatórios do tempo da Segunda Guerra Mundial que não eram vistos desde Janeiro de 1945. Estes relatórios mostraram que na prática várias unidades de combate submetiam vitórias sem qualquer testemunha, particularmente se estas vitórias fossem alcançadas por pilotos que já tivessem abatido muitas aeronaves. Contudo, na teoria, a Luftwaffe não aceitava uma vitória aérea sem haver um piloto nas imediações a testemunhar, sem se encontrar os destroços do avião abatido ou se não houvesse prova fotográfica ou em vídeo a partir da câmara instalada dentro do avião. Este sistema de verificação fez com que várias vitórias declaradas não pudessem ser registadas oficialmente na ficha do piloto. Também em teoria a Luftwaffe não aceitava vitórias partilhadas, contudo isto também aconteceu; cada vitória separada deveria ser referenciada a uma determinada aeronave inimiga, mas na prática algumas vitórias foram atribuídas a outros pilotos que haviam reclamado a destruição daquela mesma aeronave. Em 1943 o Wehrmachtbericht declarava que as perdas de bombardeiros norte-americanos situavam-se com um factor de dois ou mais. Os defensores dos pilotos alemães de combate sempre defenderam que este era reduzido durante o processo de confirmação, contudo, os microfilmes provam que esse não era o caso. Cerca de 80 a 90% das reivindicações submetidas foram confirmadas ou descobriu-se estarem em ordem até à altura em que o sistema de confirmação colapsou em 1945.

### Condecorações
Em termos gerais, os pilotos alemães podiam ser condecorados por vários motivos, contudo, a esmagadora maioria dos condecorados assim o foi através de dois sistemas de medida: o número de missões realizadas e/ou o número de aeronaves inimigas abatidas (de acordo com o numero de motores). Quando um piloto de combate abatia uma aeronave inimiga monomotor, bimotor ou quadrimotor, ou a deixava danificada, era-lhe atribuídos um conjunto de pontos conforme a sua prestação; estas prestações tinham que ser sempre devidamente confirmadas. Uma característica do sistema alemão era a máxima "Um piloto - Uma vitória"; ao contrário do que acontecia nas forças aéreas aliadas, em que dois, três ou mais pilotos podiam abater uma única aeronave do eixo e ficarem um três com uma vitória cada, na força aérea germânica o abate de uma aeronave podia ser atribuída única e exclusivamente a uma pessoa; nos casos em que não era possível confirmar o piloto responsável pela destruição de uma aeronave inimiga, era a unidade que ficava com "os louros".
Outra característica interessante era o facto de um piloto não poder alegar, apenas por si só, que havia abatido uma aeronave inimiga. O sistema alemão exigia que houvesse uma testemunha no ar (outro piloto), ou uma testemunha ocular em terra, ou um registo fotográfico ou em filme; caso contrário, se apenas o próprio piloto que abatera fosse a única testemunha, a vitória aérea não lhe era atribuída. Rapidamente os pilotos alemães começaram a usar técnicas para ir de encontro com estes requisitos; para além de câmeras de vídeo instaladas na aeronave, costumavam comemorar via rádio para que todos os camaradas nas imediações pudessem olhar e observar que o festejo se devia a facto de se estar a abater uma aeronave. Este festejo era transmitido pela palavra "Horrido", que fazia com que rapidamente os camaradas soubessem do que se tratava e olhassem na sua direcção.
No início da Segunda Guerra Mundial, entre 1939 e 1941, foi estabelecido um conjunto de critérios para a condecoração de pilotos de combate. Para os pilotos de combate noturno, dada a elevada dificuldade por ser um combate na escuridão da noite cada vitória nocturna valia por três diurnas. Depois de se dar início à invasão da União Soviética, os alemães consideravam que era muito mais fácil abater uma aeronave soviética do que uma aeronave dos aliados ocidentais, como o Reino Unido ou os Estados Unidos. Por isso, os critérios de obtenção das condecorações foram alterados. Na Frente Ocidental, no início da guerra e a partir de 1942, os critérios rondavam determinados valores, enquanto na Frente Oriental o tecto a alcançar para as mesmas condecorações era mais alto, e foi sendo cada vez mais elevado (mais difícil) com o passar por anos:
| Condecorações                | Vitórias (1939 - 1941) | Vitórias a partir de 1942 |
| ---------------------------- | ---------------------- | ------------------------- |
| Cruz de Ferro (2ª classe)    | 1                      | 1                         |
| Cruz de Ferro (1ª classe)    | ~7                     | ~10                       |
| Cruz de Cavaleiro            | ~20                    | ~40                       |
| Folhas de Carvalho           | ~40                    | ~60                       |
| Folhas de Carvalho e Espadas | -                      | ~90                       |

| Condecoração                 | Vitórias em 1942 | Vitórias em 1943 | Vitórias em 1944 |
| ---------------------------- | ---------------- | ---------------- | ---------------- |
| Cruz de Ferro (2ª classe)    | ~3               |                  |                  |
| Cruz de Ferro (1ª classe)    | ~10              |                  |                  |
| Cruz de Cavaleiro            | 40 ~ 60          | +50              | 80 ~ 100         |
| Folhas de Carvalho           | 70 ~ 90          | 100 ~ 120        | 130 ~ 150        |
| Folhas de Carvalho e Espadas | ~100             | ~200             | 200 ~ 230        |

Com a intensificação dos bombardeamentos aliados, os alemães criaram um sistema adicional para o teatro da Frente Ocidental, na qual um monomotor destruído valia um ponto, um bimotor destruído valia dois pontos e um avariado um ponto, e um quadrimotor destruído valia 3 pontos, um avariado dois pontos e um destruído depois de já estas avariado um ponto. À medida que a guerra evoluía, o Oberkommando der Luftwaffe viu-se forçado a rever de tempos em tempos os critérios para a atribuição de condecorações para que continuasse a ser algo difícil de se alcançar, mantendo o prestígio e evitando que as condecorações e os seus graus se tornassem banais.
Em 1941 o então Leutnant Egon Mayer recebeu a sua Cruz de Cavaleiro da Cruz de Ferro depois de 20 vitórias na Frente Ocidental, enquanto Otto Kittel, que combateu sempre na Frente Oriental, apenas recebeu a sua Cruz de Cavaleiro da Cruz de Ferro depois de obter 123 vitórias aéreas em 1943. Já Walter Nowotny só foi condecorado com as Folhas de Carvalho depois de destruir 189 aeronaves inimigas, enquanto Walter Oesau e Adolf Galland receberam a mesma condecoração depois de 40 vitórias.
Por fim, a Cruz de Cavaleiro da Cruz de Ferro com Folhas de Carvalho, Espadas e Diamantes foi sendo atribuída ao longo do tempo por feitos excepcionais, como o alcance de marcas numéricas ou por feitos de grande prestígio. Werner Mölders recebeu esta condecoração por ser o primeiro a chegar às 100 vitórias aéreas, Gordon Gollob por ser o primeiro a conseguir chegar às 150 vitórias, Hermann Graf antes de sequer ter 200 vitórias (marca que foi o primeiro a atingir), Walter Nowotny por ser o primeiro a chegar às 250 vitórias aéreas, Erich Hartmann por se tornar no primeiro a obter 300 vitórias aéreas. Por outro lado, Helmut Lent e Heinz-Wolfgang Schnaufer receberam por conseguirem 100 vitórias nocturnas, enquanto Hans-Joachim Marseille recebeu as suas Folhas de Carvalho, Espadas e Diamantes com apenas 126 vitórias, por ter abatido 17 caças britânicos num único dia.

## Ases da aviação
Graças à experiência adquirida ao longo de todo o conflito e também graças às tácticas e técnicas de combate, os pilotos da Luftwaffe conseguiram equilibrar a balança a favor da Alemanha Nazi durante a guerra, apesar de a terem perdido no final. A título de comparação, dos 1222 pilotos de caça, de várias nacionalidades, que alcançaram a marca de 20 vitórias aéreas ou mais, 877 eram pilotos alemães, o que representa 71.8% do total. Se o número de vitórias for aumentada, a percentagem alemã também aumenta. Por exemplo, dos 475 pilotos que alcançaram 40 ou mais vitórias, 431 (90.7%) eram alemães e dos 106 pilotos que alcançaram 100 ou mais vitórias, todos eram pilotos alemães, dos quais 15 obtiveram mais de 200 abates e dois mais de 300.
Se for compilada uma lista com os principais ases da Segunda Guerra Mundial, o primeiro piloto não germânico que aparece ocupa somente a 127ª posição, mesmo tendo os pilotos alemães combatido em desvantagem numérica durante mais de metade da guerra, tendo muitas vezes combatido contra um inimigo duas ou três vezes superior, e na frente soviética ocorreram combates onde haviam 15 aeronaves soviéticas por cada alemã. Mais tarde na guerra, aquando das vagas de bombardeiros aliados escoltados por caças norte-americanos, a desvantagem chegou a atingir 6 para 1 e até mesmo 8 para 1.
Enquanto a lenda da aviação, Manfred von Richthofen, alcançou a marca de 80 vitórias durante a Primeira Guerra Mundial, a Alemanha viu surgir na Luftwaffe Erich Hartmann que, com apenas 23 anos de idade, já havia alcançado 352 vitórias aéreas, o maior ás da aviação da história. Além de Hartmann, outros aviadores alcançaram marcas hercúleas: Gerhard Barkhorn com 301 vitórias, Günther Rall com 275, Otto Kittel com 267, Walter Nowotny com 258, Wilhelm Bätz com 237, Erich Rudorffer com 224 vitórias, entre outros. Todos estes ases da aviação realizaram centenas de missões aéreas. Outros ases, apesar de ter abatido menos aviões que os grandes ases da aviação, deram um contributo importante no cumprimento de muitas missões, quer como asas de outros pilotos quer no esforço de guerra. Um exemplo é o ás da aviação Hans-Ulrich Rudel, que apesar de só ter abatido 9 aviões inimigos, realizou um total de 2530 missões de combate, nas quais destruiu mais de 519 tanques, mais de 800 veículos militares de outros tipos, 150 peças de artilharia, inúmeras pontes, 70 embarcações anfíbias, um couraçado, um cruzador e um contratorpedeiro, tendo sido condecorado com a maior condecoração militar criada na Alemanha, a Cruz de Cavaleiro da Cruz de Ferro com Folhas de Carvalho Douradas, Espadas e Diamantes.

### Recordes
Os ases da aviação da Alemanha, ao longo do seu serviço durante a guerra, bateram determinados recordes e, em outros campos, foram os únicos ases a alcançarem determinados feitos. Segue-se uma lista desses feitos:
| Recorde/Feito                                                    | Vitórias                                                         | Ás da aviação            | Data do feito                    | Total de vitórias do militar | Fontes        |
| ---------------------------------------------------------------- | ---------------------------------------------------------------- | ------------------------ | -------------------------------- | ---------------------------- | ------------- |
| Maior ás da aviação da Campanha da Polónia                       | 7                                                                | Johannes Gentzen         | Setembro de 1939                 | 18                           | [ 37 ] [ 38 ] |
| Maior ás da aviação da Batalha de França                         | 23                                                               | Wilhelm Balthasar        | Maio - Junho de 1940             | 40 (+7 em Espanha)           | [ 39 ] [ 40 ] |
| Maior ás da aviação na Batalha da Inglaterra                     | 42                                                               | Helmut Wick              | Julho - Outubro de 1940          | 56                           | [ 41 ] [ 42 ] |
| Maior número de vitórias no Norte da África                      | 151                                                              | Hans-Joachim Marseille   | Abril de 1941 - Setembro de 1942 | 158                          | [ 35 ] [ 12 ] |
| Maior número de vitórias na Frente Oriental                      | 350                                                              | Erich Hartmann           | Novembro de 1942 - Maio de 1945  | 352                          | [ 43 ] [ 44 ] |
| Maior número de vitórias na Frente Ocidental                     | 104                                                              | Adolf Galland            | Maio de 1940 - Abril de 1945     | 104                          | [ 28 ] [ 45 ] |
| Maior número de vitórias na guerra (caça diurno)                 | 352                                                              | Erich Hartmann           | Novembro de 1942 - Maio de 1945  | 352                          | [ 43 ] [ 44 ] |
| Maior número de vitórias na guerra (caça noturno)                | 121                                                              | Heinz-Wolfgang Schnaufer | 1942 - 1945                      | 121                          | [ 33 ] [ 46 ] |
| Maior número de vitórias a jato (caça diurno)                    | 16                                                               | Heinrich Bär             | 1945                             | 220                          | [ 47 ] [ 48 ] |
| Maior número de vitórias a jato (caça noturno)                   | 25                                                               | Kurt Welter              | 1944 - 1945                      | 63                           | [ 49 ] [ 50 ] |
| Maior número de vitórias num único dia                           | 18                                                               | Emil Lang                | 3 de Novembro de 1943            | 173                          | [ 51 ] [ 52 ] |
| Maior número de vitórias numa única missão                       | 13                                                               | Erich Rudorffer          | 13 de Novembro de 1943           | 224                          | [ 53 ] [ 54 ] |
|                                                                  |                                                                  |                          |                                  |                              |               |
| Melhor média de vitórias na guerra (71 vitórias em 70 missões)   | Melhor média de vitórias na guerra (71 vitórias em 70 missões)   | Günther Scheel           | Fevereiro - Julho de 1943        | 71                           | [ 55 ] [ 50 ] |
| Primeiro ás da aviação a atingir a marca de 100 vitórias         | Primeiro ás da aviação a atingir a marca de 100 vitórias         | Werner Mölders           | 15 de Julho de 1941              | 111 (+14 em Espanha)         | [ 56 ] [ 29 ] |
| Primeiro ás da aviação a atingir 100 vitórias (nocturnas)        | Primeiro ás da aviação a atingir 100 vitórias (nocturnas)        | Helmut Lent              | 31 de Julho de 1944              | 110                          | [ 34 ] [ 57 ] |
| Primeiro ás da aviação a atingir a marca de 150 vitórias         | Primeiro ás da aviação a atingir a marca de 150 vitórias         | Gordon Gollob            | 29 de Agosto de 1942             | 150                          | [ 56 ] [ 30 ] |
| Primeiro ás da aviação a atingir a marca de 200 vitórias         | Primeiro ás da aviação a atingir a marca de 200 vitórias         | Hermann Graf             | 2 de Outubro de 1942             | 212                          | [ 56 ] [ 31 ] |
| Primeiro ás da aviação a atingir a marca de 250 vitórias         | Primeiro ás da aviação a atingir a marca de 250 vitórias         | Walter Nowotny           | 14 de Outubro de 1943            | 258                          | [ 56 ] [ 58 ] |
| Primeiro ás da aviação a atingir a marca de 300 vitórias         | Primeiro ás da aviação a atingir a marca de 300 vitórias         | Erich Hartmann           | 24 de Agosto de 1944             | 352                          | [ 43 ] [ 59 ] |
| Primeiro e único ás da aviação a atingir a marca de 350 vitórias | Primeiro e único ás da aviação a atingir a marca de 350 vitórias | Erich Hartmann           | 4 de Abril de 1945               | 352                          | [ 43 ] [ 60 ] |